# Miss Peregrines hem för besynnerliga barn
Miss Peregrines hem för besynnerliga barn (originaltitel: Miss Peregrine's Home for Peculiar Children) är en fantasy-roman från 2011 av Ransom Riggs. Boken handlar om pojken Jacob som hittar ett övergivet barnhem på en walesisk ö. Handlingen berättas med fotografier och illustrationer. Tim Burtons filmatisering av boken hade biopremiär september 2016.